# Sewer II
Sewer II, Flavius Valerius Severus (zm. 16 września 307) – cesarz rzymski od 306 do 307 roku.
Był oficerem armii rzymskiej, wiele lat służył w Panonii. 1 maja 305 roku, gdy równocześnie zrzekli się władzy Dioklecjan – cesarz wschodniej części Imperium oraz Maksymian – cesarz zachodniej części Imperium, Sewer, za namową Galeriusza, został mianowany przez tego pierwszego cezarem Zachodu. W 306 roku, po śmierci Konstancjusza, został augustem Zachodu. Gdy w 306 roku w Rzymie wybuchły zamieszki, syn Maksymiana – Maksencjusz wykorzystał tę sytuację i został ogłoszony przez wojsko cesarzem. Cesarz Wschodu – Galeriusz nie zaakceptował zamachu stanu i rozkazał przebywającemu w Mediolanie Sewerowi, aby stłumił bunt. W międzyczasie Maksencjusz przyzwał swego ojca Maksymiana do stolicy, aby wspólnie z nim rządzić. Kiedy Sewer nadciągnął wraz ze swoją armią do Rzymu, większość żołnierzy opuściła go i przeszła na stronę swojego dawnego cesarza Maksymiana. Sewer uciekł z resztką armii do Rawenny, jednak wkrótce nawiązał rokowania z Maksencjuszem i Maksymianem i poddał się. Po porażce został internowany w okolicach Rzymu. W 307 roku został powieszony z rozkazu Maksencjusza lub zmuszony do samobójstwa.